# Please, Please, Please/Why Do You Do Me
Please, Please, Please/Why Do You Do Me è il singolo di debutto a livello mondiale del cantante-ballerino James Brown come voce solista del gruppo The Famous Flames, pubblicato nel marzo 1956 su singolo a 78 e a 45 giri.

## Descrizione
Il brano sul lato A, Please, Please, Please, è considerato la signature song di James Brown, che ne è il coautore, mentre il brano sul lato B è scritto da due componenti dei Famous Flames, Bobby Byrd e Sylvester Keels.

## Tracce
LATO A
1. Please, Please, Please (Johnny Terry, James Brown; edizioni musicali Armo Publishing)

LATO B
1. Why Do You Do Me (Bobby Byrd, Sylvester Keels; edizioni musicali Armo Publishing)

## Formazione
- James Brown (The Famous Flames) - voce solista
- Bobby Byrd (The Famous Flames) - accompagnamento vocale, cori
- Johnny Terry (The Famous Flames) - accompagnamento vocale, cori
- Sylvester Keels (The Famous Flames) - accompagnamento vocale, cori
- Nashpendle Knox (The Famous Flames) - accompagnamento vocale, cori
- Wilbert Lee Diamond Smith - sassofono tenore
- Ray Felder - sassofono tenore
- Alvin Fats Gonder - piano
- Nafloyd Scott - chitarra
- Clarence Mack - contrabbasso
- Edison Gore - batteria